# Сокол, Коломан
Коломан Сокол (словац. Koloman Sokol; 12 декабря 1902, Липтовски-Микулаш, Австро-Венгрия — 14 января 2003, Тусон, США) — один из крупнейших словацких художников XX века, график.

## Жизнь и творчество
В 1921—1924 годах К.Сокол обучается в частной школе живописи в Кошице, в 1925 он поступает в школу Густава Малого в Братиславе. В 1925—1932 годах Сокол посещает классы Макса Швабинского и Тавика Франтишека Шимона в пражской Академии художеств, затем он уезжает в Париж, где год проводит в мастерской у Франтишека Купки (1932—1933). Затем много путешествует. В Чехословакии Сокол становится членом общества SČUG Hollar, объединявшего художников-графиков.
В 1937 году К.Сокол получает приглашение от министерства культуры и образования Мексики на преподавание графики в школе книжного искусства при Национальном автономном университете в Мехико. В Мексике К.Сокол преподаёт до 1942 года, после чего переезжает в США. Здесь он занимается преподавательской деятельностью в Нью-Йорке. В 1946 году художник возвращается в Чехословакию и работает в братиславском Словацком техническом университете и в университете Коменского. В 1948 художник вновь уезжает в США, живёт в окрестностях Филадельфии. В 1960-е годы Сокол ведёт уединённый образ жизни; в его творчестве развивается особый, символически-мифологический стиль рисунка. Последние годы жизни провёл в Тусоне, Аризона.
Наиболее близким К.Соколу был экспрессионистский стиль, ставивший человека на центральное место в художественных его произведениях (влияние немецкой группы Мост, работ Георга Гросса, Кете Кольвиц). Часто произведения мастера были посвящены различным социальным и общественным проблемам. Типичными для него были ксилографии (гравюры по дереву).

## Награды (избранное)
- 1947: Словацкая народная премия
- 1991: Орден Томаша Гаррига Масарика 2 степени (Чехословакия).
- 1997: Орден Двойного белого креста 2 степени (Словакия).
- 2001: Премия министерства культуры Словакии
- 2003: Орден Двойного белого креста 1 степени (Словакия).